# Don Wheldon
Donald Edward Wheldon (Falmouth, 28 dicembre 1954 – Falmouth, 3 giugno 1985) è stato un hockeista su ghiaccio statunitense.

## Carriera
Wheldon fu un difensore, che ebbe una carriera hockeistica molto breve.
A livello giovanile si mise in mostra dapprima nella New Brunswick Junior Hockey League con le maglie di Riverview Reds e Moncton Beavers, poi nella Ontario Hockey League coi London Knights, tanto che in occasione dell'NHL Entry Draft 1974 fu scelto al quinto giro dai St. Louis Blues.
Fu scelto anche al WHA Amateur Draft 1974 dagli Indianapolis Ice, all'undicesimo giro.
Coi Blues giocò solo due incontri nella stagione 1974-1975, militando perlopiù nelle franchigie affiliate in Central Hockey League (Denver Spurs) e International Hockey League (Columbus Owls).
Nel 1975 si accasò in Southern Hockey League ai Winston-Salem Polar Twins, ma metà della sua seconda stagione con questa maglia si ritirò.

## Morte
Wheldon morì in un incidente tragicamente curioso: un fulmine colpì la sua casa arrivando alla cornice in metallo del suo letto. Questa si staccò e lo colpì alla testa, uccidendolo.